# Rue Auguste Hock
La rue Auguste Hock est une rue de la ville belge de Liège faisant partie du quartier administratif des Vennes  .

## Odonymie
Depuis 1902, la rue rend hommage à Auguste Hock, un folkloriste et écrivain liégeois qui était propriétaire des terrains où fut tracée la rue. Il a écrit : Liège au XVme siècle : promenades rétrospectives, Liège au XIXme siècle, Croyances et remèdes populaires au pays de Liège . 

## Localisation
Cette artère plate et rectiligne se trouve sur la rive droite de la Dérivation et à l'arrière du quai Mativa qui borde la Dérivation. Cette rue d'une longueur d'environ 155 mètres et comptant environ une trentaine d'immeubles relie la rue de Fétinne au quai Mativa dans ce sens unique de circulation automobile.

## Architecture
La rue a préservé dix-huit maisons d'habitation construites entre 1880 et la Première Guerre mondiale. La plupart sont bâties dans un style éclectique. Parmi ces maisons, on peut citer les maisons géminées aux nos 24/26/28 et l'ensemble de trois maisons aux nos 25/27/29. Les façades en briques rouges de ces maisons sont ornées de différents motifs en briques blanches placées en damiers ou en bandeaux. La maison située au no 29 possède un bas-relief à motif floral en pierre calcaire placé à l'allège de la baie vitrée du rez-de-chaussée.

## Rues adjacentes
- Quai Mativa
- Rue de Fétinne